# Linie van de Munnikenhof
De Linie van de Munnikenhof is een linie die deel uitmaakte van de Coehoornse Zuiderfrontier en het gebied tussen Breda en Geertruidenberg moest beschermen. Deze linie werd aangelegd in 1701. Tezamen met de Linie van Den Hout en de Spinolaschans vormt de linie tegenwoordig een natuurgebied dat beheerd wordt door Staatsbosbeheer.
Sinds 1911 wordt de linie doorsneden door het Markkanaal. Pas in 1952 werd de linie als vestingwerk opgeheven. Uiteraard was de militaire betekenis ervan al hoogst twijfelachtig geworden. Korte tijd werd de linie nog bedreigd door een ruilverkaveling, maar in 1956 werd ze bestemd tot natuurgebied.
In het eerste decennium van de 21e eeuw werd de Linie hersteld, waarbij de oorspronkelijke grachten weer werden uitgegraven.